# Xã Love, Quận Vermilion, Illinois
Xã Love (tiếng Anh: Love Township) là một xã thuộc quận Vermilion, tiểu bang Illinois, Hoa Kỳ. Năm 2010, dân số của xã này là 257 người.